# Língua cazaque
A língua cazaque (latino: qazaqşa ou qazaq tılı, cirílico: қазақша ou қазақ тілі, árabe: قازاقشا ou قازاق ٴتىلى, pronunciado [qɑzɑqˈɕɑ], [qɑˈzɑq tɪˈlɪ]) é uma língua turcomana, pertencente ao ramo quipechaca, falada na Ásia Central pelos cazaques. Está intimamente relacionado com o nogai, o quirguiz e o caracalpaque. É a língua oficial do Cazaquistão e cooficial da República de Altai, na Rússia, além de compor uma minoria significativa na Prefeitura autônoma cazaque de Ili, em Sinquião, no noroeste da China, e na província de Bayan-Ölgii, no oeste da Mongólia. O cazaque também é falado por muitos cazaques étnicos situados nos países que formavam a antiga União Soviética (cerca de 500 mil na Rússia, de acordo com o censo de 2002), Afeganistão, Irã e Turquia. A UNESCO classifica o cazaque como "língua ativa”.

## Classificação
A língua cazaque pertence ao ramo quipechaca da família de línguas turcomanas. Por isso, possui inúmeras características comuns às outras línguas dessa família, como: harmonia vocálica, ordem SOV da frase, intensa aglutinação e uso de posposições.

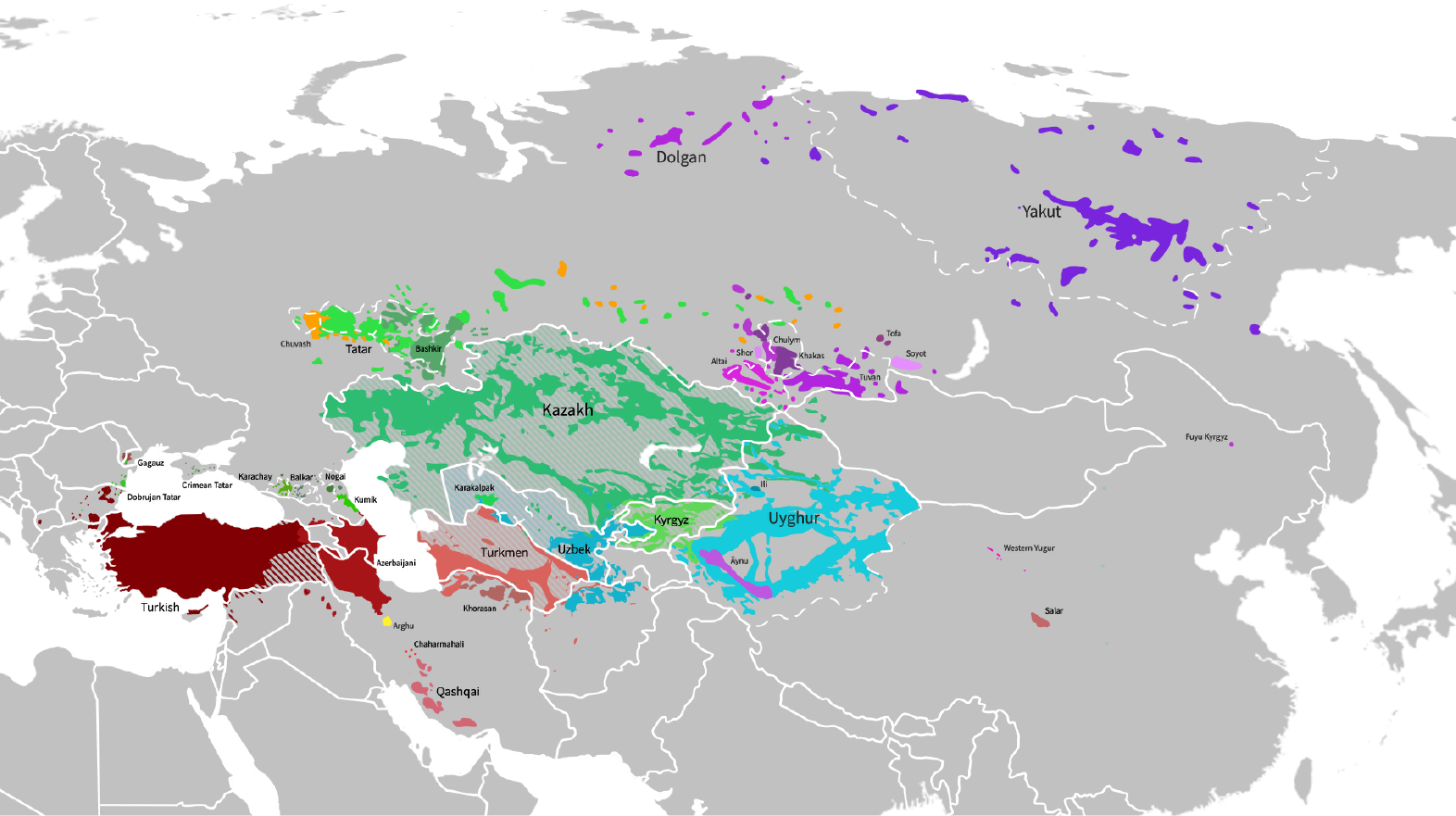
Mapa das línguas turcomanas. Em verde, o ramo quipchaca.

 Por isso, é possível encontrar diversos cognatos entre as línguas turcomanas, como indicado na tabela abaixo:
|                  | pai           | mãe         | fogo     | coração      |
| ---------------- | ------------- | ----------- | -------- | ------------ |
| Proto-Turcomano  | *ata, *kaŋ    | *ana, *ög   | *ōt      | *yürek       |
| Turcomano Antigo | ata, apa, qaŋ | ana, ög     | *ōt      | yürek        |
| Turco            | baba, ata     | anna, anne  | ōt       | yürek        |
| Azeri            | baba, ata     | ana         | od       | ürək         |
| Qashqai          | bowa, ata     | ana, nänä   | ot       | iräg/üräg    |
| Turcomeno        | ata           | ene         | ot       | ýürek        |
| Tártaro          | ata, atay     | ana, äni    | ut       | yöräk        |
| Karaim           | ata           | ana         | ot       | üriak, jürek |
| Basquir          | ata, atay     | ana, inä(y) | ut       | yöräk        |
| Cazaque          | ata           | ana         | ot       | júrek        |
| Quirguiz         | ata           | ene         | ot       | jürök        |
| Usbeque          | ota           | ona         | o’t      | yurak        |
| Uigur            | ata           | ana         | ot       | yürek        |
| Iacuto           | ağa           | iye         | uot      | sürex        |
| Tchuvache        | atte, aśu     | anne, annü  | vut, vot | çĕre         |

### O ramo quipchaca
A língua cazaque, membro do ramo quipchaca das línguas turcomanas, possui características únicas em comparação com o resto de sua família. Línguas próximas a ela, como o basquir, o tártaro, o nogai e o quirguiz, apresentam muitas características e fenômenos em comum, como:
- Harmonia vocálica de arredondamento extensiva (ex: olor e olar [eles])
- Fortição frequente de */j/ inicial (ex: *jetti → ʒetti [sete])
- Ditongos formados a partir de */g/ e */b/ no fim de sílabas (ex: *tag → taw [montanha], *sub → suw [água])[7]

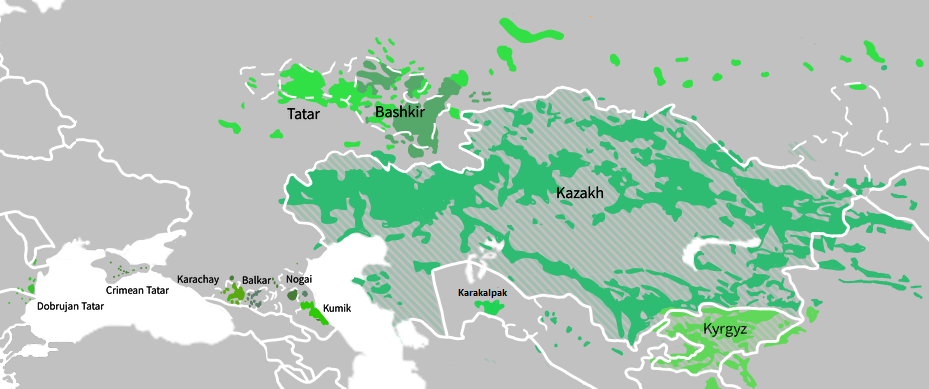
Mapa das línguas do ramo quipchaca. Ao centro, o idioma cazaque.

Além disso, as línguas quipchaca diferenciam-se dos outros idiomas turcomanos por possuírem uma quantidade menor de empréstimos linguísticos iranianos em seus léxicos. Em média, de uma amostra de 100 palavras, cerca de 27 teriam origem tadjique nos idiomas quipchaca, em comparação com aproximadamente 51 no idioma usbeque.
As línguas quipchaca também podem ser divididas em quatro grupos, baseados em características compartilhadas e na geografia:
| Grupo                                    | Língua            | Número de falantes |
| ---------------------------------------- | ----------------- | ------------------ |
| Quipchaca-bulgar (urálico, uralo-cáspio) | Basquir           | 2.000.000          |
| Quipchaca-bulgar (urálico, uralo-cáspio) | Tártaro           | 5.500.000          |
| Quipchaca-cuman (ponto-cáspio)           | Karachay-Balkar   | 400.000            |
| Quipchaca-cuman (ponto-cáspio)           | Kumyk             | 450.000            |
| Quipchaca-cuman (ponto-cáspio)           | Karaim            | 100                |
| Quipchaca-cuman (ponto-cáspio)           | Krymchak          | 200                |
| Quipchaca-cuman (ponto-cáspio)           | Urum              | 200.000            |
| Quipchaca-cuman (ponto-cáspio)           | Tártaro Crimeu    | 600.000            |
| Quipchaca-cuman (ponto-cáspio)           | Cuman †           | 0 (extinta)        |
| Quipchaca-nogai (aralo-cáspio)           | Cazaque           | 14.000.000         |
| Quipchaca-nogai (aralo-cáspio)           | Caralpaque        | 650.000            |
| Quipchaca-nogai (aralo-cáspio)           | Tártaro Siberiano | 100.000            |
| Quipchaca-nogai (aralo-cáspio)           | Nogai             | 100.000            |
| Quipchaca-quirguiz (quirguiz)            | Quirguiz          | 5.000.000          |

## Etimologia

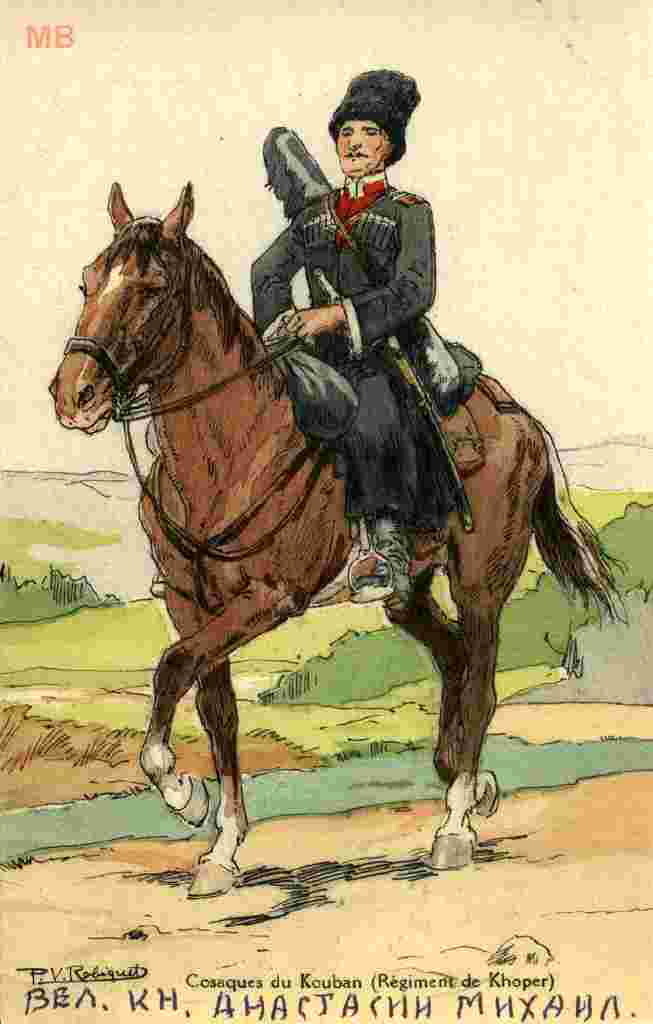
Ilustração russa de um soldado cossaco - 1914

Os cazaques provavelmente começaram a se intitular assim durante o século XV. Há muitas teorias acerca da origem da palavra cazaque. Alguns especulam que o nome provenha do antigo verbo turcomano qaz (vaguear, perambular, ser livre e independente), o que refletiria a antiga cultura nômade dos povos cazaques. Há, também, quem defenda que o termo “cossaco”, referente aos lendários soldados das estepes asiáticas, possua essa mesma origem.
Outros, por sua vez, sugerem que a palavra tenha origem do proto-turcomano *khasaq (um carrinho com rodas usado pelos cazaques para transportar suas cabanas e pertences).
Uma outra teoria sobre a origem da palavra cazaque (originalmente cazaq) diz que ela vem do antigo termo turcomano qazğaq, primeiramente mencionado no monumento de Uyuk-Turan, construído no século VIII. Segundo o linguista turcomano Vasily Radlov e o orientalista Veniamin Yudin, o substantivo qazğaq deriva da mesma raiz do verbo qazğan (obter, ganhar). Portanto, qazğaq define um tipo de pessoa que vagueia e procura por ganhos.

## Distribuição Geográfica
A língua cazaque é falada no Cazaquistão e em seus territórios adjacentes. Há numerosas minorias cazaques em países como:
- Rússia: cerca de 700 mil cazaques moram nas regiões fronteiriças com o Cazaquistão, principalmente nos oblasts de Astracã, Oremburgo e Omsk; e mais de 10 mil na República de Altai.
- Uzbequistão: cerca de 400 mil cazaques vivem no Caracalpaquistão , apesar de alguns já terem retornado ao Cazaquistão após a catástrofe do Mar de Aral. Em todo o Uzbequistão, há aproximadamente 800 mil cazaques.
- China: cerca de 1,2 milhão de cazaques moram na China, em especial na província autônoma de Xinjiang. Há, ainda, grupos cazaques na região do Tibete, que migraram para lá devido a diversos conflitos na década de 1940.
- Mongólia: cerca de 200 mil cazaques habitam o extremo oeste da Mongólia, na província de Bayan Ölgii.
- Turcomenistão: cerca de 100 mil cazaques vivem em território turcomeno, em sua maioria migrantes do início do período soviético.
- Ainda, há de se destacar menores grupos de cazaques no Quirguistão (50 mil), no Tadjiquistão (10 mil), no Afeganistão (8 mil), no Irã (6 mil) e na Turquia (2 mil).[4]

A língua cazaque pode ser dividia em três principais dialetos:
- Cazaque Ocidental: Falado no oeste do Cazaquistão, no Turcomenistão, no Caracalpaquistão (Uzbequistão) e nos oblasts de Astracã e Oremburgo (Rússia).
- Cazaque Meridional: Falado no sul do Cazaquistão, no Quirguistão e no restante do Uzbequistão.
- Cazaque Oriental: Falado no leste e no norte do Cazaquistão, na China, na Mongólia e na República de Altai (Rússia).

Mesmo assim, a inteligibilidade entre as variantes cazaques é bem alta, e pode-se até considerar tais diferenças como mínimas.

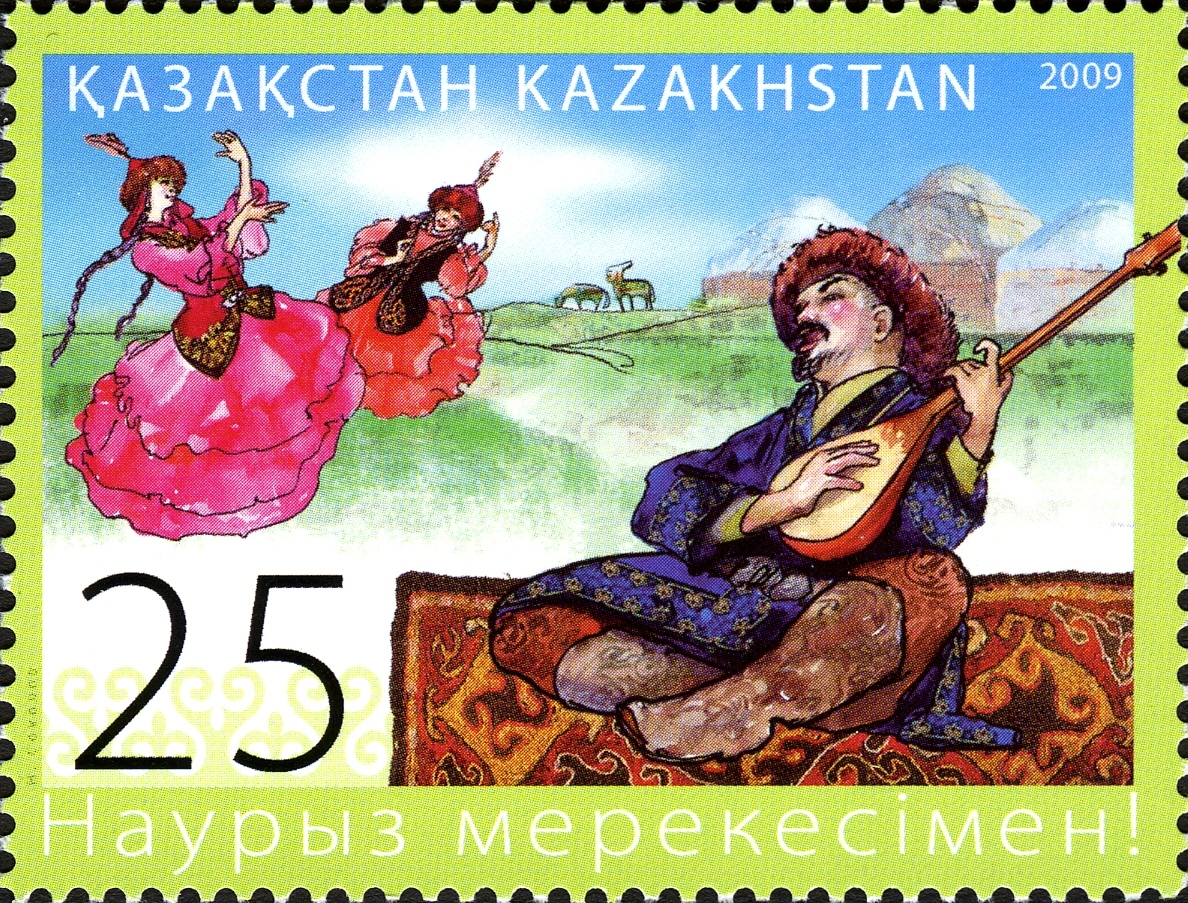
Selo cazaque comemorativo do Noruz - 2006

### Estatuto Oficial
O Cazaquistão é oficialmente um país bilíngue. O cazaque é falado nativamente por 64,4% da população, tem o estatuto de linguagem "estatal", enquanto o russo, que é falado pela maioria dos cazaques, é declarado língua "oficial" e é usado rotineiramente nos negócios, governo e comunicação interétnica, embora o cazaque esteja lentamente substituindo este último.

### Cazaque e Quirguiz
Por estarem filologicamente próximas, as línguas cazaque e quirguiz possuem alto grau de semelhança, seja ela gramatical, fonética ou léxica. Isso resullta numa intercomunicabilidade excepcional entre os falantes dos dois idiomas, como destacado a seguir:
Inteligibilidade mútua
Apesar de os idiomas cazaque e quirguiz estarem separados pelo impacto de diversos séculos, ainda há considerável inteligibilidade mútua entre as duas línguas. Tal fenômeno é tão expressivo que um cazaque e um quirguiz são capazes de manter uma conversa casual entre si falando somente em seus respectivos idiomas.
Porém, à medida que o processo de renovação léxica do cazaque continua, ambos os idiomas vêm se distanciado cada vez mais. Assim, muitas palavras cognatas entre tais idiomas, em especial as provenientes do idioma russo, já não são mais mutuamente inteligíveis:
| Português           | Cazaque    | Cazaque       | Quirguiz    | Quirguiz       |
|                     | cirílico   | latino (2021) | cirílico    | latino (2021)  |
| ------------------- | ---------- | ------------- | ----------- | -------------- |
| fita de vídeo       | бейнетаспа | beinetaspa    | видео       | video          |
| máscara de gás      | гасқағар   | gasqağar      | противогаз  | protivogaz     |
| aposentado          | зейнеткер  | zeinetker     | пенсионер   | pensioner      |
| sistema             | кешен      | keşen         | комплекс    | kompleks       |
| semente de mostarda | қыша       | qyşa          | горчица     | gorçitsa       |
| laureado            | мерейгер   | mereiger      | лауреат     | laureat        |
| civilização         | өркениет   | örkeniet      | цивилизация | tsivilizatsiya |
| passaporte          | төлқұжжат  | tölqūjjat     | паспорт     | pasport        |

Falsos cognatos
As línguas cazaque e quirguiz apresentam características fonéticas e padrões de evolução parecidos. Contudo, muitas vezes, apesar de suas palavras possuírem escrita e pronúncia idênticas, seu significado é diferente. Dessa forma, encontram-se inúmeros falsos cognatos entre tais idiomas:
| Cazaque   | Cazaque       | Cazaque              | Quirguiz  | Quirguiz      | Quirguiz            |
| cirílico  | latino (2021) | tradução             | cirílico  | latino (2021) | tradução            |
| --------- | ------------- | -------------------- | --------- | ------------- | ------------------- |
| азаматтык | azamattyk     | cidadania            | aзаматтык | azamattyk     | ousadia             |
| асаба     | asaba         | mestre de cerimônias | aсаба     | asaba         | bandeira            |
| балағат   | balağat       | repreensão           | балагат   | balagat       | maturidade          |
| иіс       | iıs           | odor                 | ис        | is            | monóxido de carbono |
| қарсылау  | qarsylau      | dar as boas vindas   | каршылоо  | karşyloo      | cruzar              |
| қаттау    | qattau        | fazer camadas        | каттоо    | kattoo        | registrar           |
| табыс     | tabys         | renda                | табыс     | tabys         | voz                 |
| тосу      | tosu          | esperar              | тосуу     | tosuu         | dar as boas vindas  |
| тізбе     | tızbe         | cadeia               | тизбе     | tizbe         | lista               |

## História
Da época do Canato até a década de 1920, a língua literária cazaque consistia numa forma modificada do Chagatai, o qual utilizava a escrita árabe. Esse idioma literário ainda é utilizado por aproximadamente um milhão de cazaques na província de Xinjiang, no noroeste da China.
Após uma breve experiência com o alfabeto latino entre as décadas de 1920 e 1940, uma versão adaptada do alfabeto cirílico foi implementada oficialmente pelo governo da República Socialista Soviética Cazaque, que também adotou o dialeto setentrional do cazaque, falado em Oremburgo e Semei, que se aproxima mais, em léxico, do russo, como dialeto padrão para comunicações oficiais.
Durante a segunda metade do período de Stalin, a industrialização da URSS levou a uma intensa "internacionalização" das línguas faladas nas repúblicas soviéticas da Ásia Central, com adoção de vocábulos do russo. Porém, durante o período de desestalinização, iniciou-se um longo processo de "renovação" da língua cazaque, em que se procurou substituir a maioria dos empréstimos linguísticos, principalmente do persa e do árabe, assim como agregar mais léxicos russos, com ênfase no novo vocabulário científico. Dessa forma, em textos cazaques publicados entre 1952 e 1964, encontra-se cerca de 4,27% de empréstimos russos em produções científicas e acadêmicas em contrapartida a 2.33% em textos literários.
Desde a dissolução da URSS, em 1991, e consequente saída do Cazaquistão, as atividades da Comissão Terminológica Cazaque têm estado mais direcionadas para a substituição do vocabulário russo pelo original cazaque na sua linguagem literária.

## Fonologia

### Vogais
O sistema vocálico cazaque é caracterizado pela oposição de sons: anteriores e posteriores, abertos e fechados, arredondados e não arredondados. O idioma cazaque conta com nove vogais: /a/, /ɑ/, /ɒ/, /ɛ/, /i/, /ɶ/, /u/, /ɯ/, e /y/. A vogal /a/ é um empréstimo dos idiomas árabe e persa, não contrastando com /ɛ/. Com a exceção de /a/ , as vogais não arredondadas são encontradas em sufixos, ao passo que as vogais arredondadas (/ɒ/, /ɶ/, /u/ e /y/) não ocorrem nesses casos.
As vogais podem ser alongadas, mas o alongamento vocálico não é foneticamente contrastante. Assim, por exemplo, аты / aty [ɑ:tɯ] pode significar tanto "seu nome" quanto " seu cavalo". O alongamento de vogais pode aparecer como resultado de outro processo fonético. Dessa forma, as vogais fechadas arredondadas /u/ e /y/ possuem variantes longas quando as vogais vizinhas /y/ e /u/ são eliminadas, como em қūұіп / qūüip [qu:p]  ("caçando").
Vogais fechadas não arredondadas /i/ e /ɯ/ em sílabas átonas podem ser eventualmente eliminadas antes das consoantes /n/, /r/, /s/ e /ʃ/ e depois das consoantes /k/ e /t/, como em қатінас / qatinas [qatnas] ("tráfego").
As nove vogais cazaques estão representadas na seguinte tabela:
|            | Anterior | Posterior |
| ---------- | -------- | --------- |
| Fechada    | i y      | ɯ u       |
| Semiaberta | ɛ        |           |
| Aberta     | a ɶ      | ɑ ɒ       |

Harmonia Vocálica
A harmonia sonora é uma característica fundamental da língua cazaque. O cazaque exibe duas formas de harmonia: a harmonia de posterioridade, que afeta a maioria dos sufixos; e a harmonia de arredondamento, presente apenas na língua oral.
A harmonia de posterioridade, muito comum nas línguas turcomanas e encontrada em outras línguas como o mongol e o húngaro, faz com que uma palavra, em sua grande maioria dissilábicas, tenha exclusivamente vogais anteriores ou posteriores. Dessa forma, são permitidas estas combinações:
|             | Primeira sílaba | Segunda sílaba |
| ----------- | --------------- | -------------- |
| Anteriores  | a, ɛ, i, ɶ, y   | ɛ, i           |
| Posteriores | ɑ, ɯ, ɒ, u      | ɑ, ɯ           |

Para saber se as vogais dos sufixos serão anteriores ou posteriores, deve-se olhar para a vogal do radical precedente à qual elas estão ligadas. Assim, se a vogal da raiz é anterior, a vogal do sufixo também o será e vice-versa. Por exemplo:
- Com o sufixo de plural -лар / -lar:
  - көшелер / köşeler ("ruas")
  - балалар / balalar ("crianças")

Porém, as palavras que não têm origem turcomana ou mongólica (que empregam, naturalmente, a harmonia vocálica), como termos russos, árabes e persas, não seguem a harmonia de posteridade. Por exemplo:
- Do árabe "الكتاب [alkitab]":
  - кітап / kıtap ("livro")

As únicas exceções a isso são, no entanto, as palavras que já estão no léxico cazaque há vários séculos, as quais acabaram incorporando, com o tempo, a harmonia vocálica. Por exemplo:
- Do russo "бутылка [butylka]":
  - бөтелке / bötelke ("garrafa")

A harmonia de arredondamento não está indicada na linguagem escrita cazaque, estando apenas presente na fala. Ela varia de dialeto para dialeto, como por exemplo: nas variantes ocidentais, a harmonia de arredondamento se estende por apenas uma ou duas sílabas; nos dialetos orientais, ela se estende por toda a palavra.
De modo geral, ela consiste no arredondamento de vogais não arredondadas após a presença de uma vogal arredondada na primeira sílaba. Os seguintes sons estão sujeitos a esse fenômeno:
- /i/ → /y/
- /ɯ/ → /u/
- /ɛ/ → /ɶ/

Alguns exemplos de harmonia de arredondamento:
- тобық / tobyq ("calcanhar"): /tɒbɯk/ (escrito) → /tɒbuk/ (falado)
- түсінді / tüsındı ("ele entendeu"): /tysindi/ (escrito) → /tysyndi/ (falado - dialetos ocidentais) → /tysyndy/ (falado - dialetos orientais)

### Consoantes
O gráfico a seguir mostra o inventário consonantal do cazaque padrão:
|             | Bilabial | Labiodental | Alveolar | Pós-Alveolar | Palatal | Velar | Uvular |
| ----------- | -------- | ----------- | -------- | ------------ | ------- | ----- | ------ |
| Plosiva     | p b      |             | t d      |              |         | k ɡ   |        |
| Africada    |          |             | t͡s       | t͡ʃ           |         |       | q      |
| Nasal       | m        |             | n        |              |         | ŋ     |        |
| Vibrante    |          |             | ɾ        |              |         |       |        |
| Fricativa   |          | f v         | sz       | ʃ ʒ          |         |       | χ ʁ    |
| Aproximante | w        |             | l        |              | j       | w     |        |

Porém, muitos desses sons não são nativos da língua cazaque, mas sim importados de idiomas vizinhos como o russo, o árabe e o persa. São os sons:
- /χ/ → presente apenas em palavras árabes e persas, como халық / xalıq ("pessoas")
- /t͡s/, /t͡ʃ/, /f/ e /v/ → presentes apenas em palavras russas, como ашыр / aşyr ("azedo")

Ainda, vale ressaltar que as palavras cazaques nativas, ou seja, de origem turcomana, possuem posições fixas para a ocorrência de certas consoantes, como demonstrado na tabela a seguir:
| Começo     | Meio       | Fim |
| ---------- | ---------- | --- |
| /b/ ou /p/ | /b/ ou /p/ | /p/ |
| /d/ ou /t/ | /d/ ou /t/ | /t/ |
| /k/        | /k/ ou /g/ | /k/ |
| -          | /j/        | /j/ |
| -          | /w/        | /w/ |
| -          | /l/        | /l/ |
| -          | /r/        | /r/ |
| /m/        | /m/        | /m/ |
| -          | /n/        | /n/ |
| -          | /ŋ/        | /ŋ/ |
| /s/        | /s/        | /s/ |
| -          | /z/        | /z/ |
| /ʃ/        | /ʃ/        | /ʃ/ |
| /ʒ/        | -          | -   |

Consoantes geminadas
As consoantes podem ser geminadas dentro de uma palavra se elas forem seguidas de /ɯ/ ou /i/, como:
- каттй / katti ("duro")
- тұшшй / tūşşi ("doce")

Outras consoantes geminadas são fruto da assimilação ou da dissimilação de vogais sufixais, como:
- ат-лар / at-lar → аттар / attar ("cavalos")

## Ortografia

### Alfabetos
A língua cazaque utiliza os alfabetos cirílico e latino adaptados para sua escrita. Revisado pela última vez em janeiro de 2021, o novo alfabeto latino para a língua cazaque contém 31 letras, sendo 9 dessas caracteres especiais para a representação de sons específicos da língua. O alfabeto cirílico, por sua vez, conta com 42 letras, 9 das quais não possuindo um correspondente latino oficial. A seguir, está representada a mais nova versão do alfabeto latino cazaque com seus respectivos correspondentes cirílicos:
| Letras oficiais do novo alfabeto (2021)                        | Letras oficiais do novo alfabeto (2021) | Letras oficiais do novo alfabeto (2021) | Letras oficiais do novo alfabeto (2021)                                         |
| latino                                                         | cirílico                                | fonema AFI                              | aproximação com o português                                                     |
| -------------------------------------------------------------- | --------------------------------------- | --------------------------------------- | ------------------------------------------------------------------------------- |
| A a                                                            | А а                                     | /ɑ/                                     | alface                                                                          |
| Ä ä                                                            | Ә ә                                     | /æ/                                     | como o "e" em vela só que mais aberto.                                          |
| B b                                                            | Б б                                     | /b/                                     | barco                                                                           |
| D d                                                            | Д д                                     | /d/                                     | dor                                                                             |
| E e                                                            | Е е                                     | /jɪ/                                    | yes (em inglês)                                                                 |
| F f                                                            | Ф ф                                     | /f/                                     | faca                                                                            |
| G g                                                            | Г г                                     | /ɡ/                                     | garoa                                                                           |
| Ğ ğ                                                            | Ғ ғ                                     | /ʁ/                                     | rato (em alguns dialetos do português brasileiro)                               |
| H h                                                            | Х х                                     | /q/, /χ/                                | rato (em alguns dialetos do português brasileiro)                               |
| H h                                                            | Һ һ                                     | /h/                                     | rato (em alguns dialetos do português brasileiro)                               |
| İ i                                                            | И и                                     | /ɪj/, /əj/                              | paiol                                                                           |
| İ i                                                            | Й й                                     | /j/                                     | paiol                                                                           |
| I ı                                                            | І і                                     | /ɪ/                                     | ponte                                                                           |
| J j                                                            | Ж ж                                     | /ʒ/                                     | girafa                                                                          |
| K k                                                            | К к                                     | /k/                                     | cara                                                                            |
| L l                                                            | Л л                                     | /l/                                     | leite                                                                           |
| M m                                                            | М м                                     | /m/                                     | maçã                                                                            |
| N n                                                            | Н н                                     | /n/                                     | navio                                                                           |
| Ñ ñ                                                            | Ң ң                                     | /ŋ/                                     | sing (em inglês)                                                                |
| O o                                                            | О о                                     | /wʊ/                                    | suor                                                                            |
| Ö ö                                                            | Ө ө                                     | /wʏ/                                    | ∅                                                                               |
| P p                                                            | П п                                     | /p/                                     | pêra                                                                            |
| Q q                                                            | Қ қ                                     | /q/                                     | casa                                                                            |
| R r                                                            | Р р                                     | /ɾ/                                     | cara                                                                            |
| S s                                                            | С с                                     | /s/                                     | selo                                                                            |
| Ş ş                                                            | Ш ш                                     | /ʃ/                                     | chá                                                                             |
| T t                                                            | Т т                                     | /t/                                     | terra                                                                           |
| U u                                                            | У у                                     | /w/, /ʊw/, /ʏw/                         | uva                                                                             |
| Ū ū                                                            | Ұ ұ                                     | /ʊ/                                     | morto                                                                           |
| Ü ü                                                            | Ү ү                                     | /ʏ/                                     | branco                                                                          |
| V v                                                            | В в                                     | /v/                                     | vento                                                                           |
| Y y                                                            | Ы ы                                     | /ɯ/                                     | não há equivalente em português; é pronunciado como "u" mas sem arredondamento. |
| Z z                                                            | З з                                     | /z/                                     | zebra                                                                           |
| Letras oficiais cirílicas sem correspondentes oficiais latinos |                                         |                                         |                                                                                 |
| latino                                                         | cirílico                                | fonema AFI                              | aproximação com o Pt-Br                                                         |
| İo io *                                                        | Ё ё                                     | /jo/                                    | iogurte                                                                         |
| İu iu *                                                        | Ю ю                                     | /jʏw/, /jʊw/                            | ∅                                                                               |
| İa ia *                                                        | Я я                                     | /jɑ, jæ/                                | iate                                                                            |
| Ts ts *                                                        | Ц ц                                     | /ts/, /s/                               | pizza                                                                           |
| Ç ç *                                                          | Ч ч                                     | /tʃ/                                    | tchau                                                                           |
| Ş ş *                                                          | Щ щ                                     | /ʃtʃ/                                   | chá                                                                             |
| E e *                                                          | Э э                                     | /ɛ/                                     | elo                                                                             |
|                                                                | Ъ ъ                                     |                                         |                                                                                 |
| Ь ь                                                            |                                         |                                         |                                                                                 |

### História dos sistemas de escrita
Os registros mais antigos conhecidos de línguas próximas ao cazaque foram escritos no alfabeto turcomano antigo, ainda que não se acredite que nenhuma dessas variantes sejam predecessoras diretas do cazaque. O cazaque moderno, remontando aproximadamente mil anos, foi escrito em escrita árabe até 1929, quando houve a introdução de um alfabeto latino e, pouco tempo depois, de um cirílico em 1940.

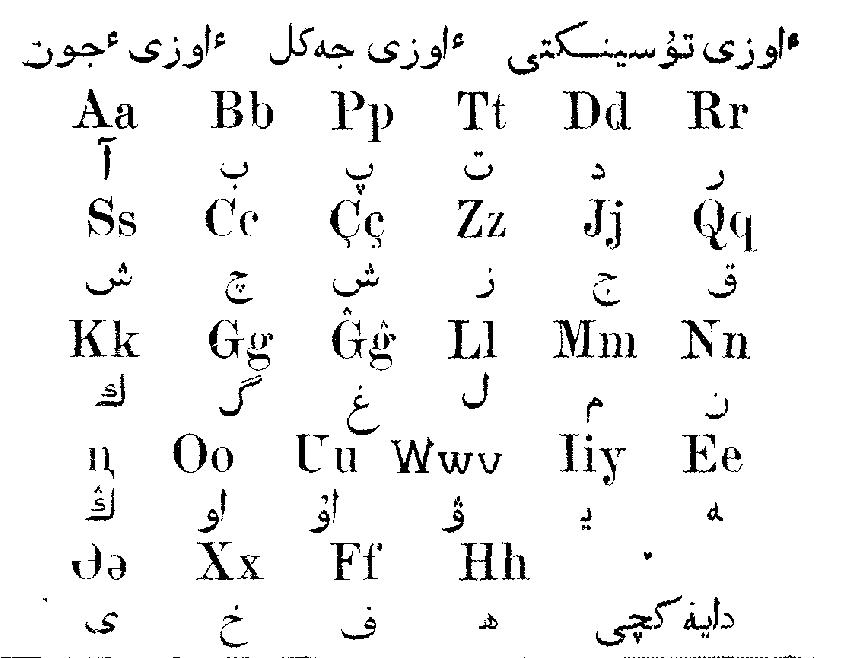
Escritas árabe e latina para o idioma cazaque - 1924

Foi o ex-presidente do Cazaquistão Nursultan Nazarbayev quem primeiro levantou a questão sobre usar o alfabeto latino em vez do cirílico como a escrita oficial do cazaque no país, em outubro de 2006. Um estudo do governo cazaque divulgado em setembro de 2007 disse que uma mudança para uma escrita latina em um período de 10 a 12 anos era viável, a um custo de US$ 300 milhões. A transição foi interrompida temporariamente em 13 de dezembro de 2007, com o presidente Nazarbayev declarando: "Por 70 anos os cazaques leram e escreveram em cirílico. Mais de 100 nacionalidades vivem em nosso estado. Portanto, precisamos de estabilidade e paz. Não devemos ter pressa em a questão da transformação do alfabeto." No entanto, em 30 de janeiro de 2015, o Ministro da Cultura e Esportes Arystanbek Muhamediuly anunciou que um plano de transição estava em andamento, com especialistas trabalhando na ortografia para acomodar os aspectos fonológicos da língua.
Nazarbayev ordenou que as autoridades cazaques criassem um alfabeto cazaque latino até o final de 2017, para que o cazaque escrito pudesse retornar a uma escrita latina a partir de 2018. Desde 2018, o cazaque é escrito em cirílico e em latino no Cazaquistão.

Revisão de abril de 2021 do alfabeto latino cazaque, a ser usado oficialmente a partir de 2023

Em 26 de outubro de 2017, Nazarbayev emitiu o Decreto Presidencial 569 para a mudança para uma variante latina finalizada do alfabeto cazaque e ordenou que a transição do governo para este alfabeto fosse concluída até 2025, uma decisão tomada para enfatizar a cultura cazaque e para facilitar o uso de dispositivos digitais. Porém, a decisão inicial de usar uma nova ortografia empregando apóstrofos, que dificultam o uso de muitas ferramentas populares para pesquisar e escrever textos, gerou polêmica.
Assim, em 19 de fevereiro de 2018, foi publicado o Decreto Presidencial 637 em que o uso de apóstrofos foi descontinuado e substituído pelo uso de diacríticos e dígrafos. No entanto, muitos cidadãos afirmam que o alfabeto introduzido oficialmente precisava de mais melhorias. Além disso, o cazaque se tornou a segunda língua turca a usar os dígrafos "ch" e "sh", depois que o governo uzbeque também os adaptou em sua versão do alfabeto latino.
Em 2020, o atual presidente do Cazaquistão Kassym-Jomart Tokayev pediu outra revisão do alfabeto latino com foco na preservação dos sons originais e da pronúncia do idioma cazaque. Essa revisão, apresentada ao público em novembro de 2019 por acadêmicos do Instituto de Linguística Baitursynov e especialistas pertencentes ao grupo de trabalho oficial sobre transição de escrita, usa tremas, braquias e cedilhas em vez de dígrafos e acentos agudos e introduz alterações ortográficas para refletir com mais precisão a fonologia do cazaque. Essa revisão é uma versão ligeiramente modificada do alfabeto turco, eliminando-se as letras C e Ç e tendo quatro letras adicionais que não existem em turco: Ä, Q, Ñ e Ū.
Em fevereiro de 2021, o Cazaquistão reafirmou seus planos para uma transição gradual para um alfabeto cazaque baseado no alfabeto latino, a ser realizada até o ano de 2031.
A escrita árabe para o cazaque permanece em uso oficial na China e em outras regiões onde o cazaque é falado fora do Cazaquistão e da Rússia. Ao contrário do abjad árabe básico, a escrita árabe cazaque adaptada é um alfabeto verdadeiro, com caracteres individuais para cada som no idioma. A seguir está a escrita árabe adaptada para a língua cazaque:
| Transliteração | Nome em cazaque                   | AFI             | Isolada | Final | Mediana | Inicial |
| -------------- | --------------------------------- | --------------- | ------- | ----- | ------- | ------- |
| Аа / Aa        | әліп (älıp)                       | [ɑ]             | ا       | ا     | ا       | ا       |
| Әә / Ää        | һәмзә-әліп (hämzä-älıp)           | [æ]             | ٵ       | ٴـا   | ٴـا     | ٵ       |
| Бб / Bb        | ба (ba)                           | [b]             | ب‎       | ـب‎    | ـبـ‎     | بـ      |
| Пп / Pp        | па (pa)                           | [p]             | پ‎       | ـپ‎    | ـپـ‎     | پـ      |
| Тт / Tt        | та (ta)                           | [t]             | ت‎       | ـت‎    | ـتـ‎     | تـ‎      |
| Жж / Jj        | жим (jim)                         | [ʑ]             | ج‎       | ـج‎    | ـجـ‎     | جـ‎      |
| Чч / Çç        | ха үш ноқат (ha üş noqat)         | [t͡ɕ]            | چ‎       | ـچ‎    | ـچـ‎     | چـ‎      |
| Хх / Hh        | ха (xa)                           | [χ~q]           | ح‎       | ـح‎    | ـحـ‎     | حـ‎      |
| Дд / Dd        | дәл (däl)                         | [d]             | د‎       | ـد‎    | ـد‎      | د‎       |
| Рр / Rr        | ра (ra)                           | [r]             | ر‎       | ـر‎    | ـر‎      | ر‎       |
| Зз / Zz        | заин (zain)                       | [z]             | ز‎       | ـز‎    | ـز‎      | ز‎       |
| Сс / Ss        | син (sin)                         | [s]             | س‎       | ـس‎    | ـسـ‎     | سـ‎      |
| Шш / Şş        | шин (şin)                         | [ɕ]             | ش‎       | ـش‎    | ـشـ‎     | شـ‎      |
| Ғғ / Ğğ        | аин (ain)                         | [ɢ~ʁ]           | ع‎       | ـع‎    | ـعـ‎     | عـ‎      |
| Фф / Ff        | фа (fa)                           | [f]             | ف‎       | ـف‎    | ـفـ‎     | فـ‎      |
| Ққ / Qq        | қаф (qaf)                         | [q]             | ق‎       | ـق‎    | ـقـ‎     | قـ‎      |
| Кк / Kk        | кәф (käf)                         | [k]             | ك‎       | ـك‎    | ـكـ‎     | كـ‎      |
| Гг / Gg        | гәф (gäf)                         | [ɡ]             | گ‎       | ـگ‎    | ـگـ‎     | گـ‎      |
| Ңң / Ññ        | кәф үш ноқат (käf üş noqat)       | [ŋ~ɴ]           | ڭ‎       | ـڭ‎    | ـڭـ‎     | ڭـ‎      |
| Лл / Ll        | ләм (läm)                         | [l~ɫ]           | ل‎       | ـل‎    | ـلـ‎     | لـ‎      |
| Мм / Mm        | мим (mim)                         | [m]             | م‎       | ـم‎    | ـمـ‎     | مـ‎      |
| Нн / Nn        | нун (nun)                         | [n]             | ن‎       | ـن‎    | ـنـ‎     | نـ‎      |
| Ее / Ee        | һә (hä)                           | [jɪ]            | ە‎       | ـە‎    | ـە‎      | ە‎       |
| Һһ / Hh        | һә екі көз (hä ekı köz)           | [h]             | ھ‎       | ـھ‎    | ـھـ‎     | ھـ‎      |
| Оо / Oo        | уау (uau)                         | [wʊ~o̞]          | و‎       | ـو‎    | ـو‎      | و‎       |
| Өө / Öö        | һәмзә-уау (hämzä-uau)             | [wʏ~ɵ]          | ٶ‎       | ٴـو‎   | ٴـو‎     | ٶ‎       |
| Ұұ / Ūū        | уау дамма (uau damma)             | [ʊ]             | ۇ‎       | ـۇ‎    | ـۇ‎      | ۇ‎       |
| Үү / Üü        | һәмзә-уау дамма (hämzä-uau damma) | [ʏ]             | ٷ‎       | ٴـۇ‎   | ٴـۇ‎     | ٷ‎       |
| Уу / Uu        | уау үш ноқат (uau üş noqat)       | [w], [ʊw], [ʏw] | ۋ‎       | ـۋ‎    | ـۋ‎      | ۋ‎       |
| Вв / Vv        | уау құсбелгі (uau qūsbelgı)       | [v]             | ۆ‎       | ـۆ‎    | ـۆ‎      | ۆ‎       |
| Іі / Iı        | я (ia)                            | [ə]             | ى‎       | ـى‎    | ـىـ‎     | ىـ‎      |
| Ыы / Yy        | һәмзә-я (hämzä-ia)                | [ɪ]             | ٸ‎       | ٴـى‎   | ٴـىـ‎    | ٸـ‎      |
| Йй, Ии / Ii    | я екі ноқат (ia ekı noqat)        | [j], [ɪj], [əj] | ي‎       | ـي‎    | ـيـ‎     | يـ‎      |
| -              | һәмзә (hämzä)                     |                 | ء       | ء     | ء       | ء       |

## Gramática

### Pronomes
A língua cazaque é um idioma pro-drop, isto é, os pronomes pessoais são suprimidos e a pessoa gramatical é marcada exclusivamente pelo verbo. As únicas exceções a isso se encontram em casos onde o pronome é enfatizado ou contrastado; caso contrário, é quase sempre omitido.
Pronomes em posição de sujeito são explicitamente usados como nas seguintes situações:
- Para contrastar, quando duas informações são opostas:
  - Мен далаға шиғам, ал сен қайтесің? / Men dalağa şiğam, al sen qaitesıñ? ("Eu vou sair para a rua, e o que você vai fazer?")
- Para focar, quando o pronome carrega a parte mais proeminente da informação, sendo colocado imediatamente antes do predicado:
  - Сәуленің ақштан келгенін мен білмеппін. / Säulenıñ aqştan kelgenın men bılmeppın. ("Eu não sabia que o Saule vinha dos Estados Unidos")
- Como parte da expressão fixa мен айтам / men aytam ("eu digo"), calcada do russo, para marcar o discurso direto:
  - Мен айтам, ұніверсітетке түс. / Men aitam, ūnıversıtetke tüs. ("Eu digo, entre numa universidade!")

Pessoais
Os pronomes pessoais cazaques variam em pessoa, número (singular e plural) e caso. A segunda pessoa possui duas formas, uma informal - para uso com pessoas próximas - e uma formal - para uso com pessoas não próximas ou para demonstrar respeito. As respectivas declinações dos pronomes pessoais cazaques, de acordo com os casos gramaticais, estão representadas na tabela a seguir (legenda da tabela: 1 = primeira pessoa; 2 = segunda pessoa; 3 = terceira pessoa; S = singular; P = plural; I = informal; F = formal.):
|     | Nominativo      | Acusativo           | Genitivo              | Dativo              | Locativo            | Ablativo              |
| --- | --------------- | ------------------- | --------------------- | ------------------- | ------------------- | --------------------- |
| 1S  | мен / men       | мені / menı         | менің / menıñ         | маган / magan       | менде / mende       | менен / menen         |
| 2SI | сен / sen       | сені / senı         | сенің / senıñ         | саган / sagan       | сенде / sende       | сенен / senen         |
| 2SF | сіз / sız       | сізді / sızdı       | сіздің / sızdıñ       | сізге / sızge       | сізде / sızde       | сізден / sızden       |
| 3S  | ол / ol         | онй / oni           | онйң / oniñ           | оган / ogan         | онда / onda         | одан/oнан / odan/onan |
| 1P  | біз / bız       | бізді / bızdı       | біздің / bızdıñ       | бізге / bızge       | бізде / bızde       | бізден / bızden       |
| 2PI | сендер / sender | сендерді / senderdi | сендердің / senderdıñ | сендерге / senderge | сендерде / senderde | сендерден / senderden |
| 2PF | сіздер / sızder | сіздерді / sızderdı | сіздердің / sızderdıñ | сіздерге / sızderge | сіздерде / sızderde | сіздерден / sızderden |
| 3P  | олар / olar     | олардй / olardi     | олардйң / olardiñ     | оларга / olarga     | оларда / olarda     | олардан / olardan     |

Como essa tabela mostra, os pronomes pessoais no singular possuem declinação desviante no dativo: eles têm a forma маган / magan ("para mim"), саган / sagan ("para ti") e оган / ogan ("para ele/ela") em vez da forma com o sufixo dativo regular -га / -ga. Em contrapartida, os pronomes plurais, assim como a segunda pessoa do singular formal, carregam o sufixo dativo regular.
Como o cazaque não tem marcação de gênero, há apenas um pronome para ele e ela, ол / ol. O pronome de terceira pessoa ол / ol pode se referir não apenas a pessoas, mas também a animais e objetos. Ademais, pode ser usado como anáfora para se referir à pessoa anterior mencionada antes ou à parte anterior do texto, por exemplo:
- Быз ірі шенеұніктерді жазаға тартып жатырмыз. Егер олар жемқорлыққа қатысты заңды бұзған болса, барлығы да тійісті жазасын алады. / Byz ırı şeneūnıkterdı jazağa tartyp jatyrmyz. Eger olar jemqorlyqqa qatysty zañdy būzğan bolsa, barlyğy da tıiısti jazasyn alady. ("Nós estamos punindo oficiais superiores. Se eles quebraram a lei contra a corrupção, eles todos receberão a punição necessária.")

Demonstrativos
O cazaque exibe os seguintes pronomes demonstrativos: бұл / būl, мына / myna, e  осы / osy ("este"); e сол / sol e ана / ana ("aquilo"). Sua função primária é dêitica: бұл / būl, мына / myna, e  осы / osy referem-se a objetos próximos ao falante, enquanto сол / sol e ана / ana referem-se a objetos distantes do falante.
Não há diferença semântica entre os três pronomes proximais бұл / būl, мына / myna, e  осы / osy quando são usados para se referir a localizações espaciais. Por exemplo, uma imagem próxima ao falante pode ser chamada de бұл сұрет / būl sūret, мына сұрет / myna sūret, ou  осы сұрет / osy sūret ("esta imagem").
No entanto, existem diferenças entre esses pronomes quando são usados com conceitos de tempo. Assim, міна / myna não ocorre com lexemas de transmissão de tempo como жыл / jyl ("ano"), ай / ai ("mês"), апта / apta ("semana") ou күн / kün ("dia"), enquanto бұл / būl e осы / osy podem ser combinados com eles, por exemplo:
- бұл/осы жылы / būl/osy jyly ("este ano")
- бұл/осы аптада / būl/osy aptada ("esta semana")

Aна / ana e сол / sol (“aquele”) também podem se referir ao tempo, mas ao contrário de бұл / būl, мына / myna, e  осы / osy, eles se referem ao tempo que já passou. Aна / ana não pode ocorrer com os lexemas жыл / jyl ("ano"), ай / ai ("mês"), апта / apta ("semana") ou күн / kün ("dia"), enquanto сол / sol é combinado livremente com eles:
- сол күні / sol künı ("aquele dia")

Os pronomes demonstrativos também são flexionados de acordo com o caso gramatical. As declinações estão representadas na tabela a seguir:
|               | Nominativo  | Acusativo       | Genitivo          | Dativo            | Locativo        | Ablativo          |
| ------------- | ----------- | --------------- | ----------------- | ----------------- | --------------- | ----------------- |
| бұ- / bū-     | бұл / būl   | бұны / būny     | бұның / būnyñ     | бұған / būğan     | бұнда / būnda   | бұндан / būndan   |
| мына- / myna- | мына / myna | мынаны / mynany | мынаның / mynanyñ | мынаған / mynağan | мынада / mynada | мынадан / mynadan |
| осы- / osy-   | осы / osy   | осыны / osyny   | осының / osynyñ   | осыған / osyğan   | осында / osynda | осындан / osyndan |
| ана- / ana-   | ана / ana   | ананы / anany   | ананың / ananyñ   | анаған / anağan   | анада / anada   | анадан / anadan   |
| со- / so-     | сол / sol   | соны / sony     | соның / sonyñ     | соған / soğan     | сонда / sonda   | сондан / sondan   |

Os demonstrativos adquirem sua forma plural com o acréscimo do sufixo plural -лар / -lar, por exemplo:
- аналар / analar ("aqueles")
- мыналар / mynalar ("estes")
- осылар / osylar ("estes")

No caso de бұл / būl e сол / sol, a sua última consoante é omitida quando eles são flexionados por número:
- бұлар / būlar (“estes”)
- солар / solar (“aqueles”)

### Substantivos
Os substantivos em cazaque se diferenciam em categorias de número, pessoa e caso por meio de sufixos gramaticais. A distinção entre referências definidas e indefinidas é feita por meio da variação de terminação de caso e por meio de pronomes indefinidos.
É importante ressaltar, também, que a língua cazaque não possui gêneros gramaticais. A única exceção a essa regra se dá em algumas palavras importadas do russo, como:
- актер / akter ("ator") e актриса / aktrisa ("atriz")

Número
O singular é a forma simples do substantivo e não possui nenhum marcador morfológico em cazaque, ou seja, o substantivo não é especificado para número.
Os substantivos simples mantêm suas propriedades de número neutro mesmo quando funcionam como predicado de sintagmas nominais plurais que funcionam como sujeito de uma sentença:
- Aғаларым студент. / Ağalarym student. ("Meus irmãos mais velhos são estudantes [literalmente: estudante]")

Quando substantivos simples aparecem em estruturas existenciais, bem como em frases contendo os verbos жат / jat ("permanecer"), отыр / otyr ("sentar"), тұр / tūr ("ficar") ou жүр / jür ("ir"), eles denotam entidades não específicas singulares, por exemplo:
- Бөлмеде гүл тұр. / Bölmede gül tūr. (Há uma flor [lit.: flor] no quarto)

O marcador de plural é o sufixo -лар / -lar. Ele apresenta alternância morfológica e possui seis alomorfos: -лар / -lar, -лер / -ler, -дар / -dar, -дер / -der, -тар / -tar e -тер / -ter. O sufixo plural começa: com -л / -l após vogais e após as consoantes р / r e ы / y; com -д / -d após consoantes vozeadas; e com -т / -t após consoantes não vozeadas. Por exemplo:
- балалар / balalar ("crianças")
- қыздар / qyzdar ("meninas")
- иттер / itter ( "cães")

No entanto, o sufixo plural não ocorre após um sintagma nominal contendo numerais ou quantificadores como көп / köp ("muitos"), бірнеше / bırneşe ("vários") ou бірқанша / bırqanşa ("vários"). Por exemplo:
- он оқұушы / on oqūuşy ("dez estudantes")
- көп адам / köp adam ("muitas pessoas")
- бірнеше үй / bırneşe üi ("muitas casas")

As seguintes categorias lexicais estão marcadas para o plural:
- Substantivos, como: балалар / balalar ("crianças")
- Pronomes, como: сендер / sender ("vocês")
- Adjetivos substantivados, como: ақылдылар / aqyldylar ("pessoas inteligentes")
- Particípios, como: сұға мас күйінде түсетіндер / sūğa mas küiınde tüsetınder ("pessoas bêbadas nadando numa piscina")

Casos Gramaticais
A categoria de casos gramaticais em cazaque compreende seis casos, cinco dos quais são marcados com sufixos. Os marcadores de caso estão sujeitos à harmonia vocálica. As representações arquifonêmicas dos sufixos de caso em cazaque são mostradas na tabela a seguir:
|            | Arquifonêmico | Formas alomorfas                                                 |
| ---------- | ------------- | ---------------------------------------------------------------- |
| Nominativo | Ø             | Ø                                                                |
| Acusativo  | -ні / -nı     | -ні/-nı, -ны/-ny, -ді/-dı, -ды/-dy, -ті/-tı, -ты/-ty             |
| Genitivo   | -нің / -nıñ   | -нің/-nıñ, -ның/-nyñ, -дің/-dıñ, -дың/-dyñ, -тің/-tıñ, -тың/-tyñ |
| Dativo     | -га / -ga     | -ға/-ğa, -ге/-ge, -қа/-qa, -ке/-ke                               |
| Locativo   | -да / -da     | -да/-da, -де/-de, -та/-ta, -те/-te                               |
| Ablativo   | -дан / -dan   | -дан/-dan, -ден/-den, -тан/-tan, -тен/-ten, -нан/-nan, -нен/-nen |

A seguir estão descritos os casos gramaticais da língua cazaque e suas principais funções.
Nominativo
O nominativo é a forma marcada como nula. É a forma simples do substantivo. O nominativo funciona, entre suas funções. como:
- O sujeito da frase:
  - Қазақстан менің oтаным. / Qazaqstan menıñ otanym. ("O Cazaquistão é a minha pátria.")
- O complemento do sujeito em frases nominais:
  - Мен оқушымын / Men oquşymyn ("Eu sou um pupilo")
- O objeto direto indefinido:
  - Бутиктен көйлек сатып алдым. / Butiykten köilek satyp aldym. ("Eu comprei um vestido da boutique.")
- O complemento das posposições үшін / üşin ("para"), сіяқті / sıyaqtı ("como"), секілді / sekıldı ("como"), бұрын / būryn ("antes") e сайин / saiin ("toda vez"):[52]
  - Еркек сияқты. / Erkek siiaqty. ("Como um homem.")

Acusativo
O caso acusativo indica se o objeto direto é definido ou indefinido. O objeto direto definido deve ter o sufixo acusativo, por exemplo:
- достарым / dostarym ("meus amigos" [nominativo]) → достарымды / dostarymdy ("meus amigos" [acusativo])
  - Достарымды сағындым. / Dostarymdy sağyndym. ("Eu senti falta de meus amigos.")

O objeto direto indefinido, por sua vez, não possui marcação de caso, por exemplo:
- бензин / benzin ("gasolina" [nominativo]) → бензійн / benzıin ("gasolina" [acusativo])
  - Кеше таңертең 5600 теңгеге бензійн құйдым. / Keşe tañerteñ 5600 teñgege benzıin qūidym. ("Eu coloquei gasolina no meu carro por 5.600 tengues ontem de manhã.")

Genitivo
O sufixo do caso genitivo possui seis alomorfos, e cada um deles é encontrado em ambientes específicos.
Os alomorfos -нің/-nıñ e -ның/-nyñ aparecem quando o radical termina em vogais e nas nasais м/m, н/n e ң/ñ, por exemplo: әкемнің / äkemnıñ ("do meu pai").
Os alomorfos -дıң/-diñ e -дың/-dyñ ocorrem quando o radical termina em р/r, л/l, em glide і/i e em consoantes vozeadas, por exemplo: Аселдің / Aseldıñ ("do Asel").
Os alomorfos -тің/-tıñ, -тың/-tyñ aparecem quando o radical termina em consoantes não vozeadas, por exemplo: сабақтің / sabaqtıñ ("da aula").
Algumas funções do caso genitivo são:
- Modificar construções genitivas-possessivas:
  - Сәуле / Säule (Saule [nominativo]) → Сәуленің / Säulenıñ (Saule [genitivo])
    - Сәуленің үш баласы бар. / Säulenıñ üş balasy bar. ("Saule tem três crianças")
- É o sujeito em orações relativas objetivas:[54]
  - әкем / äkem ("meu pai" [nominativo]) → әкемнің / äkemnıñ ("meu pai" [genitivo])
    - әкемнің сатып алған машіінасЫ / äkemnıñ satıp alğan maşıınasy ("o carro que meu pai comprou")

Dativo
O caso dativo geralmente responde a perguntas como "a quem?", "a quê?" e "aonde?". Ele possui funções como:
- Um objeto indireto que expressa o destinatário de uma ação:
  - Әсел / Äsel ("Asel" [nominativo]) → Әселге / Äselge ("Asel" [dativo])
    - Әселге кілтті бердім. / Äselge kılttı berdım. ("Dei a chave a Asel")
- Um advérbio que expressa a direção para um local:[56]
  - Алматы / Almaty ("Almaty" [nominativo]) → Алматыға / Almatyğa ("Almaty" [dativo])
    - Алматыға он жыл бұрын көшіп келгем. / Almatyğa osydan on jyl būryn köşıp kelgem. ("Mudei-me para Almaty há dez anos.")

Locativo
O caso locativo expressa a localização no tempo ou no espaço. Os alomorfos do sufixo locativo -да/-da e -де/-de seguem vogais finais e consoantes vozeadas; caso contrário, -та/-ta e -те/-te aparecem, por exemplo: көшеде / köşede ("na rua") e кітапта / kıtapta ("no livro").
A principal função do sintagma nominal no caso locativo é o advérbio de lugar ou de tempo:
- қала / qala ("cidade" [nominativo]) → қалаларда / qalalarda ("cidade" [locativo])
  - Oппозиция ірі қалаларда жеңіске жетті. / Oppoziciia ırı qalalarda jeñıske jettı. ("A oposição ganha em cidades grandes.")
- бес / bes ("cinco" [nominativo]) → бесте / beste ("cinco" [locativo])
  - Сағат бесте кездесейік / Sağat beste kezdeseıik. ("Vamos nos encontrar às cinco.")

Ablativo
O caso ablativo geralmente responde a perguntas como "de onde?", "de quê?" e "de quem?". Além disso, ele também indica:
- A fonte ou material de que algo é feito:
  - алтын / altyn ("ouro" [nominativo]) → алтыннан / altynnan ("ouro" [ablativo])
    - алтыннан жасалған бұйымдар / altynnan jasalğan būiymdar ("bens feitos de ouro")
- Um movimento para longe de um local, seja no tempo ou no espaço:[59]
  - ауыл / auyl ("vila" [nominativo]) → aуылдан / auyldan ("vila" [ablativo])
    - Aуылдан келдім. / Auyldan keldım. ("Eu voltei da vila.")

### Verbos
Os verbos na língua cazaque são distinguidos de acordo com as categorias de tempo, pessoa, número, aspecto, modo e voz - todos indicados por sufixos. Os afixos verbais também funcionam como marcadores de particípio e gerúndio.
De modo geral, o sistema verbal cazaque é caracterizado pela combinação de verbos modais e auxiliares.
Tempo
Os verbos na sua forma infinitiva apresentam a terminação -у / -u, como:
- келу / kelu ("vir")
- отыру / otyru ("sentar")
- жату / jatu ("deitar")

A língua cazaque possui três tempos verbais: passado, presente e futuro. Porém, é importante lembrar que cada um desses tempos varia de significado de acordo com os aspectos verbais (tratados mais à frente). A seguir estão retratados os tempos verbais em suas formas simples.
O passado é formado a partir da adição dos sufixos -ды / -dy ou -ді / -dı (a depender da harmonia vocálica) após a raiz do verbo:
- Aғашты көрдім. / ağaşty kördım. ("Eu vi uma árvore.")
- Xат жаздық. / Hat jazdyq. ("Nós escrevemos uma carta.")

O presente e o futuro possuem a mesma forma verbal. Eles são formados a partir da adição de dois sufixos: -а / -a, -е / -e ou -й / -i (a depender da harmonia vocálica); e -ды / -dy ou -ді / -dı (a depender da harmonia vocálica) após a raiz do verbo:
- Қалаға барады. / Qalağa barady. ("Ele vai/irá à cidade.")
- Фильмді көреді. / Filmdı köredı. ("Ele vê/virá o filme.")

Aspecto
A língua cazaque constrói os seus aspectos verbais com a ajuda de verbos auxiliares e/ou de sufixos. Assim, a depender das terminações verbais e dos verbos empregados, tem-se uma grande variedade de significados.
De modo geral, os aspectos da língua cazaque servem para indicar o estado, o processo ou a duração de uma ação. A tabela a seguir mostra, com mais clareza, a relação entre os aspectos verbais cazaques no tempo presente:
| Cazaque                           | Auxiliar                    | Aspecto                | Português                                            |
| --------------------------------- | --------------------------- | ---------------------- | ---------------------------------------------------- |
| Mен жеймін / Men jeimın           | Ø                           | não-progressivo        | "Eu como/comerei [todo dia]."                        |
| Мен жеұдемын / Men jeūdemyn       | Ø                           | progressivo            | "Eu estou comendo [agora]."                          |
| Мен жеп отйрмйн / Men jep otirmin | отыр- / otyr- ("sentar")    | progressivo / durativo | "Eu estou [sentado e] comendo." / "Eu tenho comido." |
| Мен жеп тұрмйн / Men jep tūrmin   | тұр- / tūr- ("ficar de pé") | progressivo / pontual  | "Eu estou comendo [nesse exato minuto]."             |
| Мен жеп жүрмын / Men jep jürmyn   | жүр- / jür- ("andar")       | habitual               | "Eu como [almoço, todo dia]"                         |

Modo
O modo é comumente definido como a categoria verbal que indica a atitude do falante em relação ao fato de a ação ser concebida como fato ou como possibilidade, comando, obrigação, advertência ou desejo. Em cazaque, o modo verbal é marcado por sufixos verbais, referidos comumente como "marcadores de tempo futuro" pelas gramáticas cazaques. Os modos verbais cazaques estão representados na seguinte tabela:
| Modo                     | Função                                                                  | Exemplo |
| ------------------------ | ----------------------------------------------------------------------- | --- |
| Afirmação                | Declarações de validade generalizada, como axiomas morais em provérbios | Ерінбеген етікші болады. / Erınbegen etıkşı bolady. ("O operário é conhecido pelo seu trabalho.") |
| Intenção                 | Intenção de fazer uma ação                                              | Ауилға қайтпақши едім. / Auilğa qaitpaqşi edım. ("Eu planejei voltar para a aldeia.") |
| Suposição                | Probabilidade de algo acontecer                                         | Ертең жаңбыр жауар. / Erteñ jañbyr jauar. ("Amanhã irá provavelmente chover.") |
| Habilidade               | Capacidade de uma pessoa de realizar uma ação                           | Гитарада ойнай аламын. / Gitarada oinai alamyn. ("Eu consigo tocar violão.") |
| Possibilidade Permissiva | Pedido de permissão para uma ação                                       | Кірүуге бола ма? / Kırüuge bola ma? ("Posso entrar?") |
| Proibição                | Proibições de uma ação                                                  | Темекі тартұуға болмайды. / Temekı tartūuğa bolmaidy. ("Não é permitido fumar cigarros.") |
| Necessidade              | Necessidades de algo ou de uma ação                                     | Фамілійа мниң өзгерүуіне байланисти күуәлігімді ауистирұуим керек. / Famılıia mniñ özgerüuıne bailanisti küuälıgımdı auistirūuym kerek. ("Como eu mudei de nome, preciso mudar meu documento de identidade.")         |
| Desejo                   | Desejos e vontades                                                      | Менің әнші болғым келеді. / Menıñ änşı bolğym keledı. ("Eu quero ser um cantor.") |
| Optativo                 | Desejos ou sugestões feitos em primeira pessoa                          | Үйге қайтайықшы! / Üige qaitaiyqşy! ("Vamos para casa, por favor!") |
| Ficcional                | Ficções e comparações                                                   | Фұкұсійма апатинан кейін дүнійе жүзін бір үрей баурап алғандай болди. / Fūkūsıima apatynan keiın dünıie jüzın bır ürei baurap alğandai boldi. ("Após o desastre de Fukushima, foi como se um medo enchesse o mundo.") |

### Sentenças
Ordem da frase
As sentenças cazaques possuem, em sua maioria, ordem Sujeito Objeto Verbo (SOV). Mesmo assim, as várias permutações desses elementos ainda são possíveis, principalmente por motivos de ênfase.
Como uma língua turcomana, o cazaque exibe dois tipos de frases simples: a nominal e a verbal. Na sentença nominal, o espaço do predicado é ocupado por uma forma não-verbal. Na frase verbal, é expresso por uma frase verbal. O predicado refere-se a um evento e caracteriza o sujeito do sentença.
Frases Nominais
Em frases nominais, há a ausência de verbos. Dessa forma, o predicado pode ser  composto apenas por um substantivo, um adjetivo, um pronome, um advérbio, um numeral ou colocações existenciais, como бар / bar ("existente") ou жоқ / joq ("inexistente"):
- Менің атым Даулет. / Menıñ atym Daulet. ("Meu nome é Daulet." [literalmente: meu nome Daulet])
- Айналада жан жоқ. / Ainalada jan joq. ("Não há ninguém por perto." [literalmente: por perto alma inexistente])

Frases Verbais
As frases verbais, por sua vez, possuem verbos como o elemento principal de seu predicado:
- Бағдарлама әр сенбі сайин 21.00-де ефі рге шиғади. / Bağdarlama är senbı saiin 21.00-de efı rge şiğadi. ("O programa é transmitido todos os sábados às 21h.")

Ainda, esse predicado verbal pode ser morfologicamente classificado como simples ou complexo.

## Vocabulário

### Declaração Universal dos Direitos Humanos
A seguir está o primeiro artigo da Declaração Universal dos Direitos Humanos em cazaque, com sua respectiva tradução para o português:
| Cazaque | Cazaque | Português |
| cirílico | latino (2021) | Português |
| --- | --- | --- |
| 1 бап Барлық адамдар тумысынан азат және қадір‐қасиеті мен кұқықтары тең болып дүниеге келеді. Адамдарға ақыл‐парасат, ар‐ождан берілген, сондықтан олар бір‐бірімен туыстық, бауырмалдық қарым‐қатынас жасаулары тиіс. | 1 bap Barlyq adamdar tumysynan azat jäne qadır‐qasyetı men kuqyqtary teñ bolyp düniege keledı. Adamdarğa aqyl‐parasat, ar‐ojdan berılgen, sondyqtan olar bır‐bırımen tuystyq, bauyrmaldyq qarym‐qatynas jasaulary tiıs. | Artigo 1. Todos os seres humanos nascem livres e iguais em dignidade e direitos. São dotados de razão e consciência e devem agir em relação uns aos outros com espírito de fraternidade. |

### Frases básicas
Algumas frases simples em cazaque são:
| Cazaque                     | Cazaque                     | Português                    |
| cirílico                    | latino (2021)               | Português                    |
| --------------------------- | --------------------------- | ---------------------------- |
| Сәлем!                      | Sälem!                      | Olá! (informal)              |
| Қайырлы таң!                | Qaiyrly tañ!                | Bom dia!                     |
| Қайырлы күн!                | Qaiyrly kün!                | Boa tarde!                   |
| Қайырлы кеш!                | Qaiyrly keş!                | Boa noite! (começo da noite) |
| Қайырлы түн!                | Qaiyrly tün!                | Boa noite! (fim da noite)    |
| Қош келдіңіз!               | Qoş keldıñız!               | Bem-vindo                    |
| Қалың қалай?                | Qalyñ qalai?                | Como vai você? (informal)    |
| Сіздің атыңыз кім?          | Sızdıñ atyñyz kım?          | Qual é o seu nome?           |
| Менің атым...               | Menıñ atym...               | Meu nome é...                |
| Қай жердікісіз?             | Qai jerdıkısız?             | De onde você é?              |
| Мен...                      | Men...                      | Sou de...                    |
| Танысқанымызға қуаныштымын! | Tanysqanymyzğa quanyştymyn! | Prazer em lhe conhecer!      |
| Қазақша сөйлейсіз бе?       | Qazaqşa söileisız be?       | Você fala cazaque?           |
| Кешіріңіз!                  | Keşırıñız!                  | Desculpe-me!                 |
| Рахмет!                     | Rahmet!                     | Obrigado!                    |

### Números
O sistema de numeração cazaque é decimal. Os números de 0 a 9, assim como os múltiplos de 10 até 100, mil, milhão e bilhão, possuem nomes próprios. São eles:
| Número        | Cazaque  | Cazaque       |
| Número        | cirílico | latino (2021) |
| ------------- | -------- | ------------- |
| 0             | нөл      | nöl           |
| 1             | бір      | bır           |
| 2             | екі      | ekı           |
| 3             | үш       | üş            |
| 4             | төрт     | tört          |
| 5             | бес      | bes           |
| 6             | алты     | alty          |
| 7             | жеті     | jetı          |
| 8             | сегіз    | segız         |
| 9             | тоғыз    | toğyz         |
| 10            | он       | on            |
| 20            | жиырма   | jiyrma        |
| 30            | отыз     | otyz          |
| 40            | қырық    | qyryq         |
| 50            | елу      | elu           |
| 60            | алпыс    | alpys         |
| 70            | жетпіс   | jetpys        |
| 80            | сексен   | seksen        |
| 90            | тоқсан   | toqsan        |
| 100           | жүз      | jüz           |
| 1.000         | мың      | myñ           |
| 1.000.000     | миллион  | million       |
| 1.000.000.000 | миллиард | milliard      |

Para se formarem os números de 11 a 19, 21 a 29, etc., basta adicionar o número das unidades na frente do das dezenas:
- 14 (10 + 4) → он төрт / on tört
- 27 (20 + 7) → жиырма жеті / jiyrma jetı
- 53 (50 + 3) → елу үш / elu üş

As centenas, por sua vez, são formadas por duas palavras: o algarismo em questão e cem (ex: 500 → бес жүз / bes jüz [literalmente "cinco cem"]). Os grandes números, então, são formados a partir dessa lógica:
- 378 (3 100 + 70 + 8) → үш жүз жетпіс сегіз / üş jüz jetpıs segız
- 1.623 (1 1000 + 6 100 + 20 + 3) → бір мың алты жүз жиырма үш / bır myñ alty jüz jiyrma üş
- 52.762 ([50 + 2] 1000 + 7 100 + 60 + 2) → елу екі мың жеті жүз алпыс екі / elu ekı myñ jetı jüz alpys ekı

## Menções

### Literatura

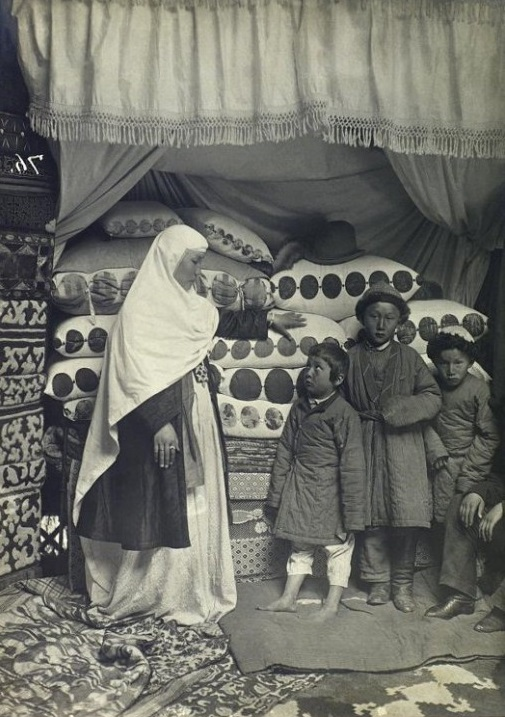
Cazaques do século XIX

A poesia oral cazaque do século XIX exibe amplitude e diversidade incomparáveis com qualquer outra literatura oral turcomana. O conceito literário cazaque de humanidade baseia-se em uma complexa interdependência dos reinos natural e humano que se expressa através de inúmeras metáforas que lidam com a vida animal e as forças da natureza. Um elemento didático é importante nessas obras, mas sua base é essencialmente humana; modelos religiosos podem aparecer, mas são um modelo entre outros e não reivindicam a prioridade absoluta que têm nas literaturas de outros povos turcos muçulmanos.

Em meados do século XIX, quando a conquista russa do Cazaquistão havia sido amplamente concluída, dois novos fatores começaram a influenciar a literatura cazaque: membros da aristocracia tribal começaram a coletar folclore cazaque e literatura oral e, sob a influência de no Ocidente, a primeira literatura escrita cazaque começou a surgir. Chokan Valikanov, Ibray Altınsarın e Abay Qunanbaev (Abay Ibrahim Kunanbay-ulï) – todos eles escrevendo em meados e final do século XIX – marcam o início de uma nova e essencialmente moderna autoconsciência entre a intelectualidade cazaque. Valikanov foi o primeiro cazaque a receber uma educação russa completa e fez amizade com o romancista russo Fiódor Dostoiévski. Descendente da nobreza cazaque de alto escalão, Valikanov também pesquisou intensamente antiguidades cazaques e se opôs à penetração do Islã ortodoxo no Cazaquistão através dos tártaros russos. A poesia de Abay marca o início da literatura cazaque moderna. Em seu trabalho poético, ele combinou o verso cazaque aqın com modelos russos, especialmente a poesia de Aleksandr Sergeyevich Pushkin e Mikhail Lermontov. Ele traduziu a poesia de Pushkin para o cazaque e integrou algumas dessas traduções em um estilo de performance musical chamado enshi. Abay, assim, colocou a poesia cazaque em uma nova direção que se mostrou muito influente durante o século XX. 

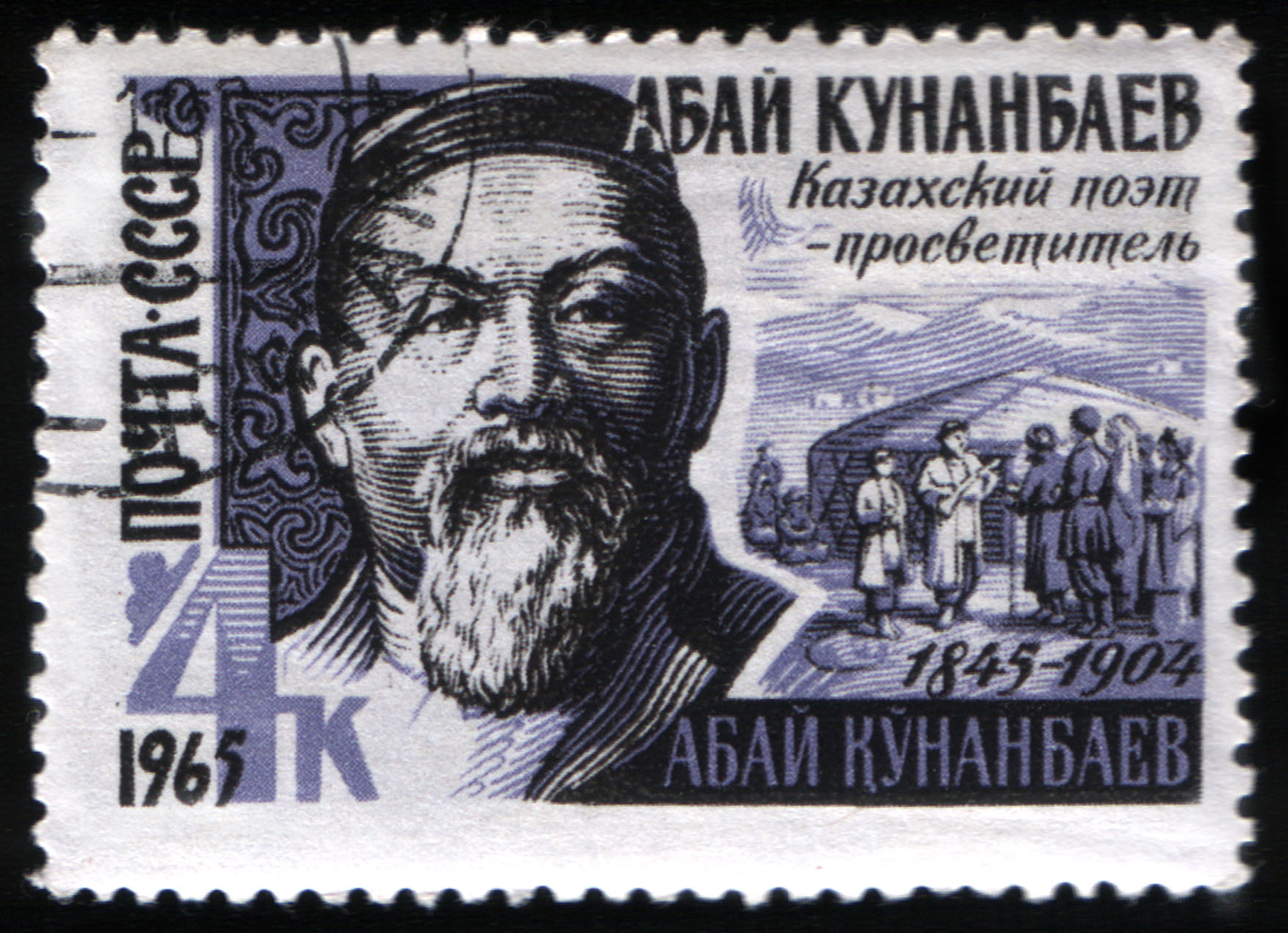
Selo soviético de 1965 em homenagem a Abay Qunanbaev

Depois de 1905, as restrições anteriormente impostas pela Rússia à publicação de obras no idioma cazaque foram amenizadas. Jornais de língua cazaque, como Ayqap, Alash e Qazaq, cada um com uma orientação cultural e política diferente, logo surgiram. A geração de escritores cazaques ativos na época, incluindo Omar Qarashuwli e Ahmed Bay Tursunov (Aqmet Baytūrsyn-uli), estavam principalmente envolvidos em atividades pedagógicas e políticas.
A figura proeminente da literatura cazaque durante a era soviética foi Mukhtar Auez-uli (Auezov). Formado em universidades na Rússia e no Uzbequistão, tornou-se um estudioso de sucesso, publicando edições de textos épicos do Cazaquistão. Começou a escrever ficção quando ainda era estudante. Na década de 1920, ele começou a estudar Abay, que havia sido uma grande influência cultural em sua própria família. Esse estudo, então, levou ao romance histórico Abaĭ. Épico em escopo, ele retrata o ambiente social do qual Abay emergiu. É uma narrativa comovente e um documento único da vida cazaque durante o período da conquista russa e posteriormente, quando o povo cazaque se deparou com escolhas econômicas e culturais fundamentais para as quais sua cultura tradicional não os preparou.

### Outros
A língua cazaque foi assunto de um problema da edição Mascate da Olimpíada Brasileira de Linguística, no ano de 2021, abordando as estruturas gramaticais de sentença da língua.

## Ligações Externas
- «Kazakh - A language of Kazakhstan». Ethnologue.
- «Língua cazaque: alfabeto e pronúncia»